# Latin Music Italian Awards
O Latin Music Official Italian Awards (LMOIAs) é um evento musical que acontece anualmente na cidade de Milão. Organizado pela Latin Music Official com o objetivo de divulgar, promover e reconhecer a música latino-americana na Itália e na Europa. Atualmente representam um dos eventos latino-americanos mais importantes da Europa.
Os prêmios são geralmente concedidos por meio de votação no site oficial, onde os usuários podem votar em seus artistas favoritos para a nomeação e, posteriormente, decidir o vencedor da categoria. Em 2012 foi realizada a primeira edição na cidade de Roma. Em 2015, a votação no site foi fechada mais cedo após um ataque de hacker ao site oficial.

## Categorias de prêmios

### 2012
- Best Latin Song of The Year
- Best Latin Male Artist of The Year
- Best Latin Female Artist of The Year
- Best Latin Group of The Year
- Best Latin Video of The Year
- Best Latin Fandom

Desde 2013, os cantores que não pertencem ao gênero latino-americano também são premiados na seção Internacional.

### 2013
- Best Latin Song Of The Year
- Best Latin Male Artist Of The Year
- Best Latin Album Of The Year
- Best Latin Female Artist Of The Year
- Best Latin Group Of The Year
- Best New Latin Artist Of The Year
- Best Latin Alternative Artist Of The Year
- Best Latin Collaboration Of The Year
- Best Latin Made in Italy Of The Year
- Best Latin Video Of The Year
- Best Latin InstaVip
- Best Look
- Best Latin Live In Italy
- Best Latin Fandom

### Internacional
- Best Internation Song Of The Year
- Best International Female Of The Year
- Best International Male Of The Year
- Best International Female Video Of The Year
- Best International Male Video Of The Year

### 2014
- Best Latin Song of The Year
- Best Latin Male Artist of The Year
- Best Latin Female Artist of The Year
- Best Latin Male Album Video of The Year
- Best Latin Female Album Video of The Year
- Best Latin Group of The Year
- Best Latin Revelation of The Year
- Best Latin Alternative Artist of The Year
- Best Latin Male Video of The Year
- Best Latin Female Video of The Year
- Best Latin Collaboration of The Year
- Best Latin Made in Italy of The Year
- Best Latin Urban Song of The Year
- Best Latin Tropical Song of The Year
- Best Latin Dance of The Year
- My Favorite Lirycs
- Best Latin #InstaVip
- Best Look
- Best Latin Live in Italy of The Year
- Best Fandom
- Artist Saga

### Internacional
- Best International Male Artist Or Group Of The Year
- Best International Female Artist Or Group Of The Year
- Best International Song of The Year
- Best International Male Video Of The Year
- Best International Female Video Of The Year

Desde 2017, foi adicionado a categoria Best Brazilian Artist of the Year, para premiar exclusivamente artistas brasileiros. Em 2019, foi adicionada mais duas categorias, Best Brazilian Artist e Best Brazilian Song.

## Recorde
Na edição de 2020, Anitta detém o recorde de maior número de indicações. CNCO é o grupo em geral mais premiado com 17 prêmios, logo em seguida Anitta e Maluma com 9 prêmios.

### Ranking
| Artista          | Número de prêmios |
| ---------------- | ----------------- |
| CNCO             | 17                |
| Anitta           | 9                 |
| Maluma           | 9                 |
| Enrique Iglesias | 7                 |
| Cardi B          | 6                 |
| Pitbull          | 6                 |
| Belinda          | 6                 |
| J Balvin         | 6                 |
| Daddy Yankee     | 6                 |
| TINI             | 6                 |
| Jennifer Lopez   | 5                 |
| Anahí            | 5                 |
| Prince Royce     | 5                 |
| Anahí            | 5                 |
| Wisin            | 4                 |
| Nicky Jam        | 3                 |
| Chayanne         | 3                 |
| Shakira          | 3                 |

### Internacional
| Artista           | Número de prêmios |
| ----------------- | ----------------- |
| Il Volo           | 5                 |
| Miley Cyrus       | 3                 |
| Emma Marrone      | 2                 |
| Marco Carta       | 2                 |
| Girls’ Generation | 2                 |